# Alexander Madsen
Alexander Madsen (nacido el 26 de enero de 1995 en Valkeala, Finlandia) es un baloncestista finlandés que mide 2,08 metros y juega de pívot actualmente para el Hiopos Lleida de la Liga Endesa.

## Carrera deportiva
Madsen nació de padre danés y madre finlandesa. Sus padres jugaron voleibol en Finlandia: Niels Madsen en la Liga de Voleibol de Finlandia y Vuokko Naukkarinen en la Liga de Voleibol Femenino de Finlandia.
Es un alero finés formado en el Kouvot Kouvola con el que debutaría en la Korisliiga en la temporada 2011-12 y en el que jugaría durante cinco temporadas. Más tarde, jugaría durante dos temporadas en el USK Praha de la Národní Basketbalová Liga, desde 2016 a 2018.
En la temporada 2018-19, firma por el VEF Riga de la Latvian-Estonian Basketball League.
El 25 de julio de 2022, Madsen firmó un contrato de un año con el AEK Atenas BC de la Liga griega de baloncesto. En 20 partidos de la liga nacional, promedió 6,2 puntos y 2,5 rebotes, jugando alrededor de 14 minutos por partido.
En verano de 2023, regresa al VEF Riga de la Latvian-Estonian Basketball League.
El 28 de diciembre de 2023, firma por el Morabanc Andorra de la Liga Endesa.
El 14 de julio de 2024, firma por el Hiopos Lleida de la Liga Endesa.

## Selección nacional
Sería un fijo es las convocatorias de las categorías inferiores de la Selección de baloncesto de Finlandia con la que debutaría en 2017 y con la que participaría en el Eurobasket 2022.